# Isoescalar
En física de partícules, isoescalar es refereix a la transformació escalar d'una partícula o camp sota el grup SU(2) d'isospin. Les partícules isoescalars són estat singlets, amb isospin total 0 i tercer component d'isospin 0, com en una addició de 2 partícules d'espín. Els mesons que tenen tots els nombres quàntics de sabor iguals a zero es coneixen com a isoescalars.